# فروید و مذهب

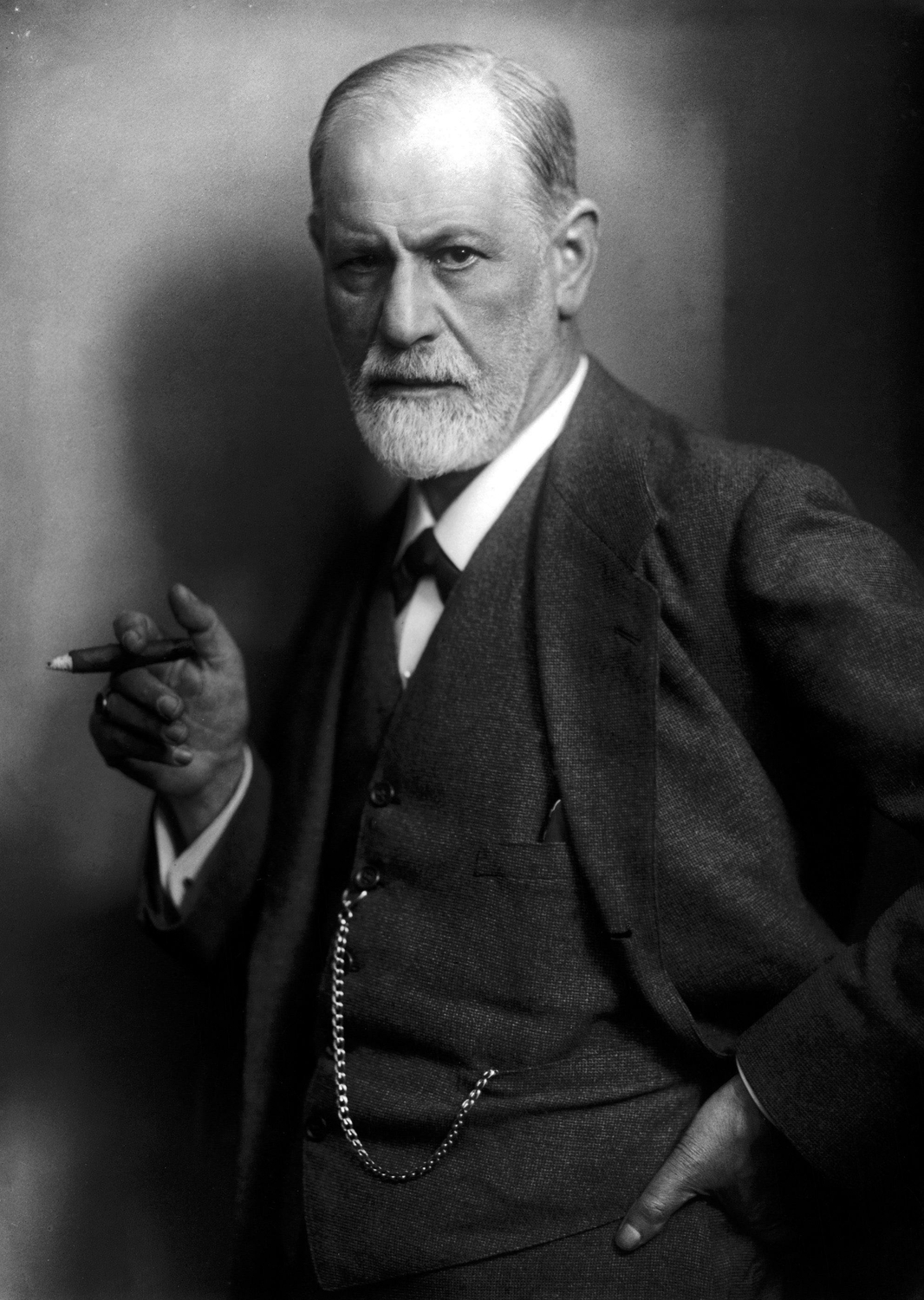
زیگموند فروید

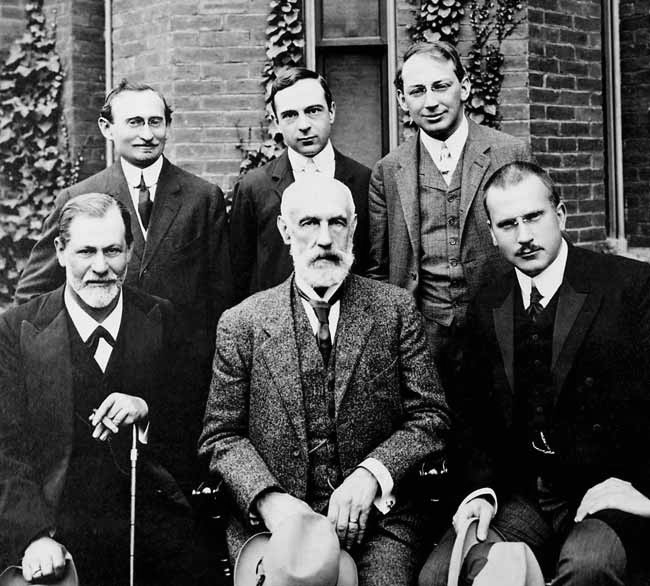
زیگموند فروید، گرانویل استانلی هال، کارل گوستاو یونگ، آبراهام بریل، ارنست جونز، شاندور فرنتزی، در دانشگاه کلارک در ۱۹۰۸

زیگموند فروید (زاده‌ی ۶ مه ۱۸۵۶ - درگذشته‌ی ۲۳ سپتامبر ۱۹۳۹) پزشک و عصب‌شناس اتریشی است که پایه‌گذار و پدر علم روانکاوی شناخته می‌شود. وی یکی از ۱۰ دانشمند بزرگ قرن بیستم است که بسیاری از نظریه‌هایش امروزه تأیید یا رد شده است. او در پاره‌ای از آثار خود، به بررسی ریشه‌های تاریخی و ماهیت باورهای مذهبی بشر پرداخته است. بر طبق دیدگاه فروید، تصور بشر از خدا، از یک پندار ریشه دار در یک نیاز کودکانه در جهت جایگزینی مقام پدری نشأت گرفته و به همین علت است که مذهب (که در ابتدای شکل‌گیری تمدن به مهار انگیزه‌های خشونت‌آمیز کمک می‌کرده‌است)، هم‌اکنون می‌تواند جای خود را به منطق و دانش بدهد.
بر اساس تحقیقات فروید ضمیر ناخودآگاه ۹۰٪ و ضمیر خودآگاه ۱۰٪ از ذهن انسان را دربرمی‌گیرند؛ وی اعتقاد داشت که اکثر بیماری‌ها و همچنین دین ریشه در ناخودآگاه دارند و همچنین عمدتاً بر پایه سرکوب میل جنسی شکل می‌گیرند. او هنر، شعر و باورهای دینی را ناشی از سرکوب احساسات و عقده‌های سرکوب میل جنسی می‌داند، در حالی که هیچ‌یک وجود خارجی ندارند. هنر در سرکوب رشد می‌کند و معمولاً ناشی از سرکوب و عدم آزادی بیان در جامعه می‌باشد (مثلاً شوروی نمونه تاریخی آن است). رجوع به باورهای دینی که وجود خارجی ندارند نیز ناشی از سرکوب احساسات در کودکی‌ست. احساس گناه، امنیت و خشنودی در سایه اطاعت از خداوند مسائلی هستند که در کودکی پایه‌گذاری می‌شوند و افراد غالباً تا آخر عمر آنها را تغییر نمی‌دهند. به‌طور کلی جامعه در مورد ابراز احساس جنسی مشکل دارد و آن را زشت می‌داند در نتیجه به ایجاد بیماری‌های روانی کمک می‌کند و در این نوع جوامع دین رشد بیشتری دارد. دین گرایان برای دفاع از دین با فروید مخالفت کرده و او را به اعتقاد به آزادی کامل جنسی متهم کردند، ولی فروید فقط یک دانشمند بود و آن را رد کرد.
ایراد دیگر فروید به دین که قبلاً توسط فلاسفه پیش از او مانند اسپینوزا مطرح شده بود، این بود که فروید دین را نوعی دفاع ذهنی در برابر پدیده‌های طبیعی مثل مرگ، بلایای طبیعی و … که از انسان‌های بدوی تا انسان‌های امروزی به آن پناه برده‌اند می‌دانست. البته دین‌گرایان نیز استدلال می‌کنند که دلایل فلسفی و حتی تا حدی علمی برای وجود خدا مطرح شده و ریشه دین در مشکلات روانی نیست و به آثار فلاسفه از یونان باستان و چین باستان تا ابن سینا و بسیاری از فلاسفه امروزی مراجعه می‌کنند. اگرچه ادعای دین‌گرایان بر مبنای تاریخ فلسفه درست است؛ ولی ادعای مخالف با آن این است که تاریخ ادیان بسیار کهن‌تر از تاریخ فلسفه است. امروزه در علم تاریخ به ویژه تاریخ باستان و فلسفه، بسیاری با فروید موافق هستند.
او می‌گفت دین یک بیماری عصبی جمعی است. استدلال او به‌طور خلاصه این‌گونه است:
کودک بر پدر تکیه می‌کند، بزرگسال به خدا، که این مطلب در امتداد نظر او یعنی دفاع ذهنی در برابر پدیده‌های طبیعی است. وی احساس گناه و حرمت خدا که در نهایت باعث تسلیم در برابر خدا می‌شود را برمبنای عقده ادیپ می‌داند.
از نظر فروید، دین خطرناک است زیرا:
1. به تقدیس و درست جلوه دادن مطالب غلط و ایجاد احساسات نادرست و منفی کمک می‌کند.
2. دین که همان باور به یک امر موهوم در ذهن انسان است، مانع رشد فکری و تفکر انتقادی می‌شود که در دین همیشه این مطالب نکوهش شده و بر دیگر حوزه‌های فکری اثر می‌گذارد، زیرا دین اصولاً در مورد همه چیز اظهار نظر کرده. ممنوعیت تفکر انتقادی موجب فقر خرد در انسان می‌شود. تفکر باید آزاد باشد. فروید مستقیماً دین را عامل عقب ماندگی انسان‌ها در طی قرون می‌داند. با گسترش روشنگری در اروپا دانش گسترش یافت، به‌طوری که در بازه زمانی بسیار کوتاهی تولید دانش و خرد به چندین برابر قبل رسید که

از سکولار کردن علم توسط گالیله، شروع شد و در فلسفه از اسپینوزا یا دکارت به بعد شروع می‌شود. به‌طور خلاصه باور دینی موجب تحقیر خرد می‌شود.
1. دین، اخلاق را بر پایه‌های متزلزل قرار می‌دهد. اگر اعتبار هنجارهای اخلاقی بر معیار اطاعت یا عدم اطاعت از خدا باشد، با اطاعت یا عدم اطاعت از خدا نیز تقویت یا سُست خواهند شد. به همین دلیل عقب‌نشینی دین باعث کم‌رنگ شدن اخلاق نخواهد شد که امروزه بسیاری از فلاسفه مانند ریچارد داوکینز این مطلب فروید را قبول دارند.[۳]